# Synnøve Strigen
Synnøve Strigen, född 15 februari 1934 i Ulefoss, 
död 1 augusti 2020, var en norsk skådespelare.

## Filmografi (urval)
- 1955 – Bedre enn sitt rykte
- 1957 – Slalåm under himmelen
- 1957 – Synnöve Solbakken
- 1958 – Musik ombord
- 1958 – Bustenskjold
- 1962 – Stackars stora starka karlar
- 1969 – Olsenbanden och guldstatyetten